# Badwater-ultramaraton
A Badwater-ultramaraton egy 135 mérföldes (217 km) futóverseny az USA Kalifornia államában, amely a szervezők leírása szerint a „világ legkeményebb futóversenye”. A verseny a Death Valley Nemzeti Parkból (magyarul Halál-völgy Nemzeti Park), a Badwater-medencéből (85 méteres tengerszint alatti magasság) indul, és 2530 méteres magasságon, a Mt. Whitney-csúcs lábánál, a Mt. Whitney Portalnál ér véget.
A verseny különös nehézségét az adja, hogy júliusban rendezik, amikor a Halál-völgyben a napi maximumhőmérséklet rendszeresen 50 fok felett van. Több induló úgy jellemezte a versenyt, hogy olyan, mintha „egy kikapcsolhatatlan kemencében kéne futni.” A versenyzők állandó hűtést igényelnek, mert az aszfaltról visszasugárzó hő elérheti a 80-90 fokot is, ami megfelelő védőruha nélkül hólyagosra égeti a futók lábát. Az aszfalt forrósága a cipő talpát is megolvasztja, és nem ritka, hogy egy-egy versenyen a futók három pár cipőt használnak el.

## Az útvonal
Az útvonal az összefüggő 48 amerikai állam, vagyis az „alsó” 48 állam legmélyebb (Badwater: -85 m) és legmagasabb (Mt. Whitney: 4418 m) pontját köti össze. Az eredeti, 146 mérföldes (235 km) útvonal a Mt. Whitney-csúcsig tartott, de az Egyesült Államok Erdészeti Szolgálata 1990-ben engedélyhez kötötte a csúcsmászást, és a rendezők kénytelenek voltak 135 mérföldre rövidíteni a pályát. A táv és útvonal 1990 óta változatlan. Az eredeti útvonalon 5800 méter volt a kumulatív szintemelkedés, míg a jelenleg is használt útvonalon 4000 méter az összemelkedő.

## A verseny története
A távnak először Al Arnold és magyar születésű fogorvosa, Gábor Dávid vágott neki 1974-ben. A páros azonban 18 mérföld (29 km) után feladni kényszerült a futást, miután Gábor szervezete a kiszáradás és túlmelegedés miatt sokkos állapotba került.
A második kísérletre Arnold már egyedül indult, de egy térdsérülés miatt 34 mérföldnél (54 km) fel kellett adnia. Arnold a következő két évet kemény edzéssel töltötte. Előfordult, hogy 90 fokra felfűtött szaunában 320 kilométert biciklizett görgőkön, de több 320–400 kilométeres futóhetet is tartott, és volt, hogy 36 órán keresztül megállás nélkül futott. Arnold felkészülése meghozta gyümölcsét: 1977-ben sikeresen próbálkozott a Badwater–Mt. Whitney-távval. Összesen 84 órára volt szüksége, bár ebben volt egy 70 kilométeres kitérő is, amikor Arnold visszafutott megkeresni az eltűnt kísérőjét. A kitérővel együtt Arnold összesen 309 kilométert tett meg, melynek során 7,7 kilogrammot fogyott, vagyis testsúlyának 8%-át elveszítette.
A második sikeres Badwater–Mt. Whitney-futást Jay Birmingham teljesítette 1981-ben 75 óra és 34 perc alatt.
Több egyéni sikert követően az első hivatalos versenyre 1986-ban került volna sor, de miután már több tucat versenyző is nevezett, a verseny biztosítója kihátrált a szervezők mögül, akik biztosítás nélkül nem merték az eseményt megrendezni. Egy évvel később, 1987-ben öt versenyzővel rendezték az első hivatalos Badwater–Mt. Whitney-versenyt, ám ez a mai versenytől eltérően csapatverseny volt, melyben két brit és két amerikai futó versenyzett egymás ellen egy USA–Nagy-Britannia-összecsapás keretében. Az ötödik résztvevő egy újságíró volt, aki az egyik angol futóval a teljes távot teljesítette. Az első verseny érdekessége, hogy Elanor Adams nemcsak női pályacsúcsot futott, de legyőzte mind a négy férfi indulót, és bő 6 órával a második helyen befutó két amerikai előtt ért célba.
1988-ban már egy komoly szponzorral a háttérben indult a mai modern Badwater első kiadása.

## A Badwater-ultramaraton ma
A jelenlegi Badwater-ultramaratont az Adventure CORPS rendezvényszervező cég szervezi. A verseny előre megszabott útvonalon halad, és évente rendezik. A rendezők a létszámot szigorúan korlátozzák, és a túljelentkezés miatt viszonylag nehéz indulási joghoz jutni.
A versenyen a szervezők frissítést nem biztosítanak, az ellátásért a versenyzők saját maguk felelnek. Minden versenyző köteles egy legalább két főből álló támogató csapatot biztosítani, melynek feladata a versenyző ellátása.
A verseny szintideje 60 óra. Az a futó, aki 60 órán belül célba ér, emlékérmet, emléklapot és pólót kap. Az a versenyző, aki 48 órán belül ér célba, egy övcsatot is nyer. A versenyen nincsenek pénzdíjak.
A pályacsúcsot a brazil Valmir Nunes tartja 22 óra 51:29-es idővel, míg a legjobb női időt (26 óra 51:33) Jamie Donaldson futotta 2008-ban. Pam Reed, aki korábbi években pályacsúcsot is tartott, 2003-ban abszolútban is megnyerte a versenyt, és 25 perccel a legjobb férfi előtt ért célba.
Az elmúlt években 60-80 versenyző indult a Badwater-ultramaratonon, és a mezőnynek a 70-80%-a ér célba.

## Magyar sikerek
Az eddigi legjobb magyar eredményt Kónya Ákos érte el, aki 2006-ban, 2007-ben és 2008-ban is második helyen ért célba. Kónya eredményének erősségét jelzi, hogy a 2007-es versenyen csupán a pályacsúcsot megdöntő, brazil Valmir Nunes tudta legyőzni, míg a 2006-os versenyen csak az akkori pályacsúcstartó Scott Jurek tudott gyorsabban célba érni.
A nők között Pallos Judit 2005-ben harmadik lett 39 óra 33 perces eredménnyel. Lubics Szilvia 2017-ben negyedik helyen, összetettben a huszonhetedik helyen végzett 36 óra 9 perces idővel.

## Versenyen kívüli különleges teljesítések
Tom Crawford és Richard Benyo 1989-ben teljesítették az első oda-vissza Badwatert, ami később Death Valley 300-as néven lett ismert.
Scott Weber 1994-ben teljesítette az első oda-vissza-oda távot, ami 10 nap alatt sikerült. A futás első oda szakaszát külső segítség nélkül teljesítette, és a szükséges felszerelését egy átalakított babakocsiban tolta maga előtt, amit 30-50 kilométerenként tudott újratölteni.
2001-ben Marshall Ulrich lett az első futó, aki két teljes oda-vissza szakaszt futott egyben. A teljes távot tíz nap alatt teljesítette.